# El Pibe de Oro (singolo)
El Pibe de Oro è un singolo del rapper italiano Geolier, pubblicato il 10 maggio 2024 come terzo estratto dal terzo album in studio Dio lo sa.

## Descrizione
Il brano è stato prodotto da Poison Beatz. Musicalmente esso è composto con un tempo allegro di 142 battiti per minuto e in tonalità di Mi minore.

## Video musicale
Il video musicale del brano, diretto da Baglyo, è stato reso disponibile lo stesso giorno del lancio del singolo sul canale YouTube del rapper.

## Tracce
Testi di Emanuele Palumbo, Gennaro Petito, musiche di Gennaro Petito.
1. El Pibe de Oro – 2:35

## Classifiche

### Classifiche settimanali
| Classifica (2024) | Posizione massima |
| ----------------- | ----------------- |
| Italia            | 5                 |

### Classifiche di fine anno
| Classifica (2024) | Posizione |
| ----------------- | --------- |
| Italia            | 32        |